# TV Osaka

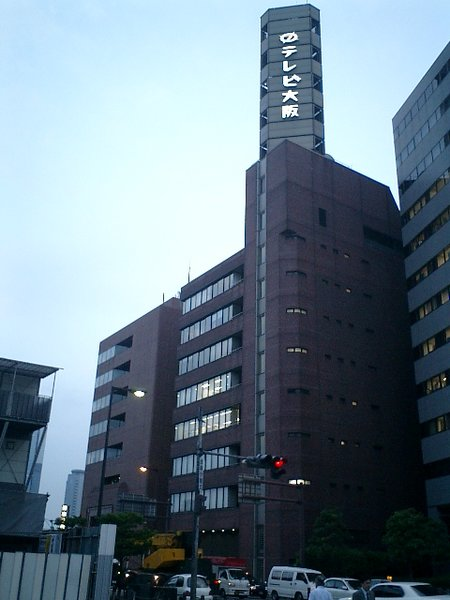
TV-Osaka

A TV-Osaka é um canal do Japão do estado de Osaka. Este Canal Também faz parte do Grupo de Emissoras Japonês, a TXN.

## História
Em 1981, a Tokyo 12 Channel começou com os planos de expansão para criar uma cadeia. A TV Osaka começou a emitir em abril de 1982, criando a Mega TON Network. Em 2003  foram lançados o novo símbolo e as emissões digitais.